# Fierita
Guillermo Patricio Catalano  (Buenos Aires, 23 de septiembre de 1974) conocido como Fierita Catalano o Fierita, es un presentador, y productor de radio y televisión y humorista argentino. 
Es conocido por hacer divulgación sobre tecnología, informática, y su presencia en internet;
en 2011 fue indicado como la figura argentina con más influencia en Twitter, de acuerdo al índice Tweetlevel.

## Biografía
Nació en el barrio Caballito, en una familia de clase media con orígenes italianos (el apellido Catalano «‘catalán’» es originario de Mámmola, en Reggio Calabria) y españoles. Cuando tenía 5 años, su familia se mudó a Banfield, ciudad del Gran Buenos Aires de donde era originario su padre, el abogado Juan Carlos Catalano.
Estudió en la escuela primaria Saint Michael’s College (en Adrogué) hasta cuarto grado, para luego pasar al Colegio Lincoln (en el mismo Bánfield).
Empezó a estudiar ilusionismo en 1989, en la escuela de Charly Brown. Asistió al congreso internacional de magia FLASOMA, celebrado en Santafé de Bogotá (Colombia) en 1992 y al Desert Magic Seminar en Las Vegas (Estados Unidos) en 1994.
Fue presidente del club de fanes del personaje mediático y cómico Dr. Tangalanga (1916-2013).

## En sus comienzos
Comenzó en televisión como asistente de producción y productor creativo en el programa de televisión VideoMatch, conducido por Marcelo Tinelli.
Tuvo muchos otros puestos en televisión, desempeñándose tanto como asistente, productor, carpintero, notero, panelista o conductor de diferentes programas y también como actor en otros ciclos, explotando sus conocimientos de la farándula, la magia o el humorismo.
Desde el año 2006 es propietario de la carpintería "Cerrutes" ubicada en el partido de Hurlingam de la provincia de Buenos Aires.
Fue nombrado gerente de Producción En línea de Telefe.
Fue enviado especial para la cobertura de eventos internacionales, como Mundiales de Fútbol (1998 y 2006), entregas de premios (MTV y Emmy) y festividades como los Carnavales de Río de Janeiro y las corridas de San Fermín.

## Televisión
| Año         | Programa                                              | Rol | Notas |
| ----------- | ----------------------------------------------------- | --- | --- |
| 1996        | Videomatch                                            | Asistente de producción y productor creativo.                                                                     | Cameo de Korol en Boca-River                                                                                    |
| 1997 - 1998 | Atorrantes                                            | Asistente de producción, productor creativo y de exteriores, notero y enviado especial al Mundial de Fútbol 1998. | Post Argentina-Inglaterra contado                                                                               |
| 1999        | 'Campeones'                                           | Actor invitado.                                                                                                   | 7 episodios. |
| 1999 - 2002 | Versus                                                | Notero y productor creativo.                                                                                      | 1 v.s. 1000 (Todos contra Todos)                                                                                |
| 2002        | Movie House                                           | Producción, conducción y notas.                                                                                   | MTV México |
| 2002        | Popstars                                              | Producción creativa y entrevistas fuera de cámara.                                                                | Reportajes de principio a fin                                                                                   |
| 2002        | Polémica en el bar                                    | Coprotagonista.                                                                                                   | Todos con Día y Noche                                                                                           |
| 2003        | Pollito Chicken                                       | Coprotagonista (episodio piloto).                                                                                 | Univisión de México                                                                                             |
| 2003        | 6 degrees to Buenos Aires, del programa Lonely Planet | Coanfitrión. | |
| 2003        | El show de Video Match                                | Notas humorísticas.                                                                                               | Cronismo |
| 2004        | Conectados                                            | Producción periodística y producción creativa.                                                                    | Amor y Afición a la Tecnología                                                                                  |
| 2005        | De 6 a 7                                              | Columnista de espectáculos.                                                                                       | |
| 2005 - 2006 | De 9 a 12                                             | Columnista de tecnología y humor.                                                                                 | |
| 2006        | Telenueve Mundial                                     | Cobertura del Mundial de Fútbol 2006.                                                                             | Ídolo Mundial del Fútbol                                                                                        |
| 2006 - 2007 | Fierita mundial                                       | Conducción, notas y producción ejecutiva.                                                                         | Canal Latitud TV, de Guatemala                                                                                  |
| 2007        | World Football Idol                                   | Productor de la unidad en Alemania.                                                                               | Contrataciones                                                                                                  |
| 2008        | Secretos del fútbol argentino                         | Productor ejecutivo.                                                                                              | Gol TV |
| 2008 - 2009 | Bendita TV                                            | Panelista invitado.                                                                                               | Solo para Ministros                                                                                             |
| 2009        | Sin codificar                                         | Notas humorísticas.                                                                                               | Homenaje a la Cultura Popular                                                                                   |
| 2009        | Justo a tiempo                                        | Panelista. | La escondida, El Cine Del Terror y el adivinador                                                                |
| 2009        | Telefé Noticias                                       | Columnista de tecnología.                                                                                         | Internet |
| 2010        | Todos contra Juan 2                                   | Actor invitado.                                                                                                   | |
| 2010 - 2011 | Zapping diario                                        | Panelista. | |
| 2010        | Gran Hermano                                          | Panelista invitado                                                                                                | Debate final célebre                                                                                            |
| 2011-2012   | Hiperconectados                                       | Conductor. | Tendencias digitales, Redes sociales, videojuegos, Telefónica, y exploración artística con innovación en la red |
| 2012        | Pura Química                                          | Conductor invitado.                                                                                               | Bajo la lupa |
| 2013        | Play & Play                                           | Conductor. | Pasado, Presente y Futuro                                                                                       |
| 2014 - 2016 | Combate                                               | Conductor. (6 Temporadas)                                                                                         | Kids Choice Awards Argentina 2016 Ganador                                                                       |
| 2018        | Tenemos Wifi                                          | Invitado | |

## Radio
| Año         | Programa                  | Rol                                   | Radio      |
| ----------- | ------------------------- | ------------------------------------- | ---------- |
| 1999        | Taxi voy                  | Conducción y producción ejecutiva.    | NRG 101.1  |
| 2006        | Tú perdonas, yo no        | Columnista de cine.                   | Spika 97.5 |
| 2007 - 2008 | Radio Salmón              | Director de programación y conductor. | Blue 100.7 |
| 2007        | Global Electronic Station | Conducción y producción ejecutiva.    |            |
| 2008 - 2009 | Región, equipo grande     | Conducción y producción ejecutiva.    |            |
| 2010        | Perros de la calle        | Columnista de tecnología.             | Metro 95.1 |

## Teatro
- Desde noviembre de 2004 hasta diciembre de 2004: protagonista, autor y productor ejecutivo de Fierita de mente (en teatro El Vitral), unipersonal de magia y humor, dirigido por el actor Eduardo Calvo («Reheavy, rejodido»).[6]

## Otras labores
Apareció en un cameo en la película La herencia del Tío Pepe, dirigida por Hugo Sofovich.
Desde junio de 2007, da clases en el seminario de Medios Digitales Autogestionados (en la Universidad Nacional de Lomas de Zamora). Este seminario sería la base de charlas sobre la misma temática, que presentó en distintos eventos de su país.
En 2011 fundó la web Fielinks.com, una comunidad donde se comparte contenido de internet, que tiene cerca de medio millón de visitantes mensuales. En 2011 y 2012 condujo el programa sobre tecnología, Hiperconectados, junto a Noelia Marzol y Tomás Balmaceda, emitido por el canal Telefé.
Desde 2020 realiza No es nada, un podcast diario que conduce, produce y edita en solitario. Alrededor de este proyecto se formó una activa comunidad de oyentes.

## Decidilo
En 2016 lanza Decidilo, un show de viajes interactivo y autogestionado que ya estuvo en 5 continentes y más de 38 países.
Catalano recibió en 2021 el Premio Vueling al Periodismo Móvil de Viajes por Decidilo, en el marco de los Premios Internacionales de Periodismo Móvil organizados por la UOC-Agencia EFE.

## Vida privada
Allí se convirtió en aficionado del Club Atlético Bánfield, del cual es uno de sus hinchas más conocidos.
Está casado con la periodista y presentadora de televisión Natalia Moncalvi, con quien tiene una hija, Felisa Catalano.